# Sfânta Elena, Ascension și Tristan da Cunha
Sfânta Elena, Ascension și Tristan da Cunha este un teritoriu britanic de peste mări format dintr-o grupare de trei insule localizate în Atlanticul de Sud: Sfânta Elena, Ascension și Tristan da Cunha. Se află sub suveranitatea Regatului Unit și este unul dintre teritoriile speciale ale Uniunii Europene.

## Istorie
Navigatorul galician João da Nova a descoperit insula Ascension pentru prima oară pe 25 martie 1501, Insula a fost denumită Nova Ilha de Nossa Senora de Conceicao, dar descoperirea lui a fost uitată. Insula a fost descoperită pentru a doua oară pe 20 mai 1503 de navigatorul portughez Afonso de Albuquerque. El a dat insulei numele Assunção pentru că a fost ziua de Înălțarea Domnului (pe portugheză Ascensão de Jesus) când a descoperit insula. Pe 21 mai 1502 acelasi João da Nova descopera insula Sfânta Elena. În amintirea acestei zile, insula a primit numele împărătesei Elena, sărbătorită în calendarul romano-catolic pe 21 mai. Insula Tristan da Cunha este descoperita de Tristão da Cunha in 1506 fiind numita Ilha de Tristão da Cunha. Insula Sfânta Elena devine faimoasă ca loc de exil pentru imparatul francez Napoleon Bonaparte între 1815 și moartea sa în 1821. Napoleon Bonaparte a stat în localitatea Longwood, unde se găsește și casa-muzeu. Domeniul în care Napoleon a rezidat între 1815-1821 este proprietare a guvernului francez din 1858. În 1815 Marina Regală (Royal Navy) a Regatului Unit a ocupat insula Ascension ca să agravează încercări de eliberare de Napoleon I care a fost exilat pe insula Sfânta Elena. Insula a fost transformată într-o fortificație. În 1836 Charles Darwin visitase insula pe expediția cu HMS Beagle. Darwin a înfățișat Ascension ca o insulă aridă fără copaci. În 1961 pe insula Tristan da Cunha a avut loc o importantă erupție vulcanică care a necesitat evacuarea insulei, locuitorii acesteia fiind relocați într-un cartier din Southampton în Anglia. O mare parte din aceștia s-au întors în 1963 deoarece localitatea de pe insulă Edinburgh of the Seven Seas (singura de altfel, cunoscută și ca localitatea în engleză The Settlement) nu a suferit daune majore.

## Diviziuni administrative
Din punct de vedere administrativ (și geografic), teritoriul este divizat în trei părți, fiecare guvernat de către un consiliu.
| Denumire         | Suprafață (km2) | Populație | Centru administrativ        | Codul ISO alpha-2 | Codul ISO alpha-3 |
| ---------------- | --------------- | --------- | --------------------------- | ----------------- | ----------------- |
| Sfânta Elena     | 122             | 4 255     | Jamestown                   | SH                | SHN               |
| Ascension        | 91              | 1 122     | Georgetown                  | AC                | ASC               |
| Tristan da Cunha | 207             | 284       | Edinburgh of the Seven Seas | TA                | TAA               |
| Total            | 420             | 5 661     | Jamestown                   | SH                | SHN               |